# Платов, Иван Фёдорович
Иван Фёдорович Платов (1723, Старо-Черкасская — 1794) — донской казачий офицер, премьер-майор, отец атамана Матвея Ивановича Платова.

## Биография
Родился в 1723 году в станице Старо-Черкасской на землях Войска Донского в семье рыбаков. На протяжении почти 40 лет служил в Донском казачьем войске. Участвовал в Семилетней войне, где особенно отличился в 1758 году при осаде Кюстрина. За отличия Платову были пожалованы 2 почётные сабли и серебряная медаль. Служил Платов также на кавказской границе.
В 1770 году Платов был произведен в войсковые старшины и послан со своим полком на Днепр, где в то время устраивалась так называемая Днепровская оборонительная линия. Здесь, в Петровской крепости, Платов пробыл около года. В 1771 году он участвовал в войне против польской Барской конфедерации. В ходе этой войны Платов был послан во главе донского казачьего полка в Митаву, и, двигаясь в этом направлении, поблизости от города Чечерска Могилевской губернии столкнулся с отрядом конфедератов под предводительством пана Малиновского. Платов принял решение дать бой, нанёс отряду Малиновского поражение, отряд рассеял, а предводителя захватил в плен. В 1773 году, в награду за отличия в войне против Барской конфедерации, Платову была пожалована золотая медаль для ношения на шее с надписью: «Войска Донского полковнику Ивану Платову за немаловременную его и добропорядочную службу» (он был, стало быть, к тому моменту уже казачьим полковником).
После разгрома Пугачёвского восстания, когда прежние сторонники Пугачёва рассеялись по всей стране небольшими шайками, Платов со своим полком был командирован в Московскую губернию для зачистки её от повстанческих отрядов.
Платов успешно справился с поручением, за что императрица Екатерина II наградила его золотой медалью и чином премьер-майора. В этом чине Платов вышел в отставку и поселился в родной Старо-Черкасской станице, где приобрёл несколько речных кораблей, для того, чтоб иметь устойчивые доходы.
В период о котором идёт речь, Российская империя являлась сословным государством. Казачьи войска считались иррегулярными, а казачьи офицеры могли командовать только казаками. Награждались они за службу не орденами, а особыми медалями, подобно представителям купечества, а их чины, вплоть до полковника, считались только по Войску Донскому. Чин же премьер-майора, полученный Платовым в конце жизни, был общевойсковой, и давал право на потомственное дворянство.